# Tereftálsav
A tereftálsav (vagy 1,4-benzoldikarbonsav) egy szerves vegyület, pontosabban egy aromás dikarbonsav. Nevét a görög terebinthosz (τερεβίνθινος = terpentinfa) és a ftálsav összevonásából kapta, a tereftálsavat ui. eredetileg terpentinből nyerték.
Benzolgyűrűt tartalmaz, a gyűrűhöz két karboxilcsoport kapcsolódik para-, azaz átellenes helyzetben. Két izomerje létezik, ezek a ftálsav és az izoftálsav. Színtelen, kristályos anyag, hevítésekor 300 °C körüli hőmérsékleten szublimál, anélkül, hogy megolvadna vagy elbomlana. Vízben gyakorlatilag nem oldódik. Fontos műanyagipari alapanyag, főként poliészter típusú műanyagokat gyártanak belőle, amelyeket például fóliák és műszálak gyártására használnak.

## Kémiai tulajdonságai
A ftálsavhoz hasonlóan az aromás gyűrűje hidrogénezéssel viszonylag könnyen telíthető. A ftálsavval ellentétben a molekulájában található két karboxilcsoport helyzete miatt a tereftálsavból nem képződhet (a ftálsav-anhidridhez hasonló) intramolekuláris anhidrid. A sói és az észterei a tereftalátok.

## Előállítása
Főként para-xilol oxidációjával állítják elő, de más két p-helyzetű oldalláncot tartalmazó benzolszármazékok oxidálásakor is keletkezik. A p-xilol oxidációját a levegő oxigénjével végzik, egy kobalt- és mangánsókat tartalmazó katalizátor jelenlétében.

## Felhasználása
A tereftálsav a műanyagipar fontos alapanyaga, az ipar nagy mennyiségben igényli. Főként poliészter típusú műanyagokat gyártanak belőle egy kétértékű alkohollal való polikondenzáció útján. A legfontosabb ilyen műanyag a poli(etilén-tereftalát), amelyet tereftálsavból és etilénglikolból gyártanak. A tereftálsavból gyártott műanyagokat például fóliák és szintetikus szálak gyártására használják. Készülnek belőle poliamid műanyagok is.